# X-Moto
X-Moto ist ein freies 2D-Motocross-Computerspiel für Linux, FreeBSD, macOS, Windows und AmigaOS 4. Bei X-Moto spielt die Fahrphysik eine wichtige Rolle. Das Spielprinzip ist dem von Elasto Mania nachempfunden, weist aber einige Unterschiede auf. Das Spielt steht unter der GNU General Public License (GPL).
Aufgrund der Beliebtheit des Spieles und des ebenfalls verfügbarem Inksmoto Level-Editor für alle Plattformen sind von Freiwilligen tausende von Zusatzleveln erstellt und auf der Website des Spieles zur Verfügung gestellt worden.
Es gibt einen öffentlichen X-Moto Server. Darüber kann das Spiel mit anderen über das Internet gemeinsam gespielt werden.

## Spielprinzip
Das Ziel des Spieles ist es, mit einem Motocross einen Parcours mit Hindernissen, Loopings, Felsvorsprüngen etc. zu überwinden, dabei Erdbeeren einzusammeln und die Blume am Ende des Levels zu erreichen. Dazu dosiert man mit der Steuerung Gas und Bremse und hebt oder drückt die Maschine über das Lenkrad. Zur Rekordjagd kann man die Fahrt des Rekordes zusätzlich neben der eigenen Fahrt als Geist darstellen lassen.

## Entwicklung
Das Spiel nutzt die Skriptsprache Lua. Für die Physikberechnung wird die 2D-Physik-Engine Chipmunk genutzt. Weiterhin basiert das Spiel auf der Open Dynamics Engine, auf SDL und OpenGL.
Die erste offizielle Version 0.1.0 (alpha) ist am 29. Mai 2005 erschienen, seitdem wird das Spiel kontinuierlich weiterentwickelt und verbessert. Seit der Alphaversion 0.1.14 können High Scores und damit die Streckenrekorde über das Spiel heruntergeladen werden. Seit der Alphaversion 0.1.8, X-Moto erlaubt das Spiel die Aufnahme und Wiedergabe der Rennen.

## Verbreitung
Das Spiel war Teil der c’t-Software-Kollektion 6/2009 ist Bestandteil zahlreicher Downloadportale sowie im Repository gängiger Linux-Distributionen verfügbar.

## Rezeption
Das Spiel mache einen guten Eindruck und habe ein schnell süchtig machendes Gameplay. Die Weiterentwicklung sei langsam. Es gäbe über 1000 Level, Tendenz steigend.